# یوری کالو
یوری کالو (انگلیسی: Joeri Calleeuw؛ زادهٔ ۵ اوت ۱۹۸۵) دوچرخه‌سوار اهل بلژیک است.
از باشگاه‌هایی که در آن بازی کرده‌است می‌توان به ورانداس ویلمز–کرلان اشاره کرد.